# Gary Martin
Gary Martin (Darlington, 1990. október 10. –) angol labdarúgó, 2019 óta az izlandi ÍBV játékosa.  Magyarországon Újpestben szerepelt kölcsönben 2010 tavaszán.

## Pályafutása
Pályafutását a Middlesbrough utánpótlás csapatában kezdte, ahol egészen a második (Reserve) csapatig jutott, majd Gordon Strachan ajánlásával Willie McStay kérésére Újpestre szerződött, fél évre kölcsönbe. 
Debütálása nagyszerűen sikerült, a Ligakupában rögtön első mérkőzésén Kovács Dániel passzából gólt ért el a Haladás ellen.

## Sikerei, díjai

### Knattspyrnufélag Reykjavíkur
- - izlandi bajnok: 2013
  - izlandi kupagyőztes: 2012, 2014
  - izlandi szuperkupagyőztes: 2014

### Egyéni
- - háromszoros izlandi gólkirály: 2013, 2014, 2019